# Région de la capitale nationale

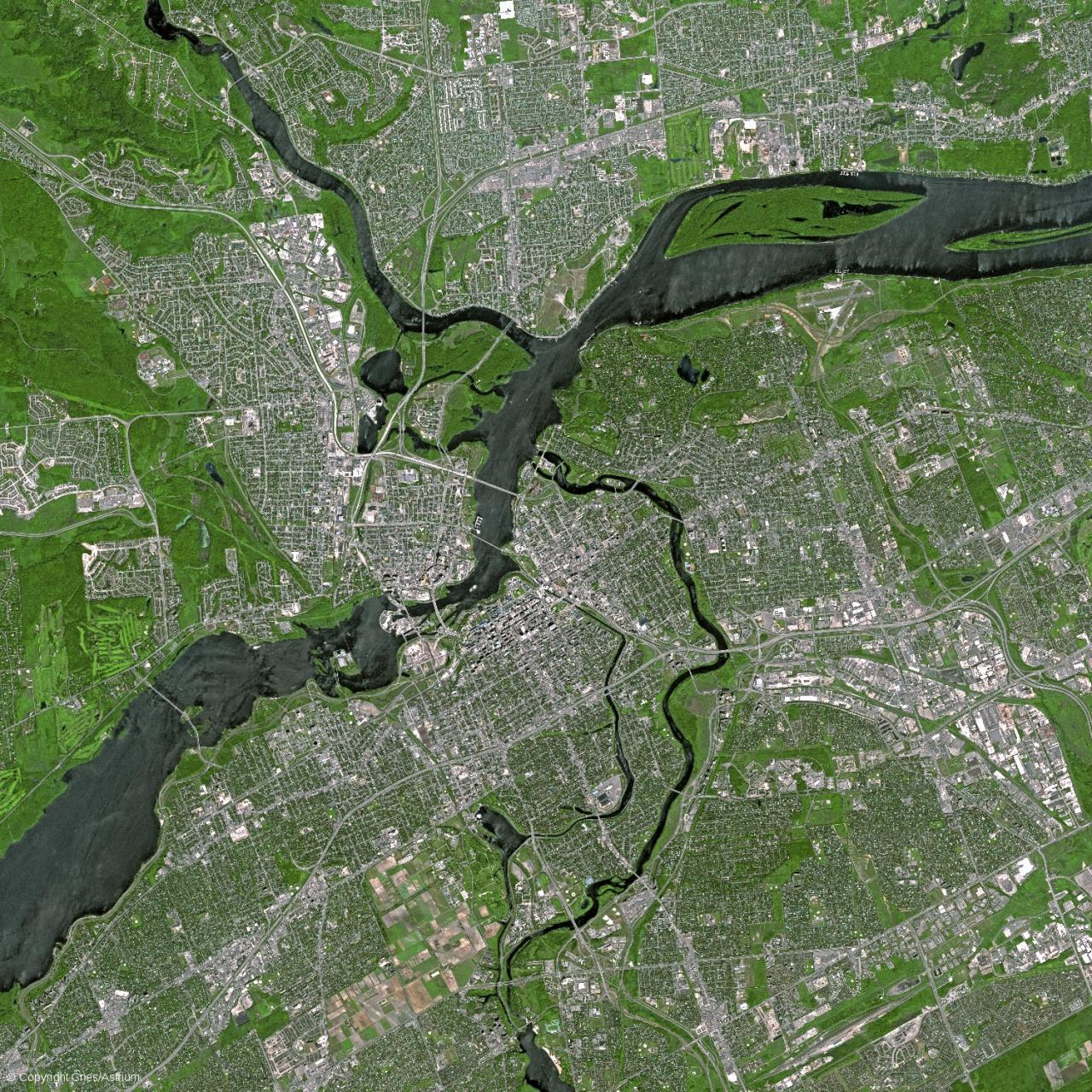
Vue satellite de la région de la capitale nationale.

La région de la capitale nationale (en anglais : National Capital Region) est la désignation fédérale officielle pour la capitale canadienne Ottawa, la ville voisine de Gatineau et ses environs. Elle est aussi appelée Ottawa-Gatineau (anciennement Ottawa-Hull). En 2016, la région de la capitale nationale a une population totale de 1 323 783 habitants et couvre une superficie de 5 318,36 km2 entre les provinces de l'Ontario et du Québec. Elle correspond largement à la division de recensement d'Ottawa-Gatineau plus un certain nombre de petites municipalités voisines. C'est l'unique aire urbaine au Canada qui traverse une frontière provinciale.

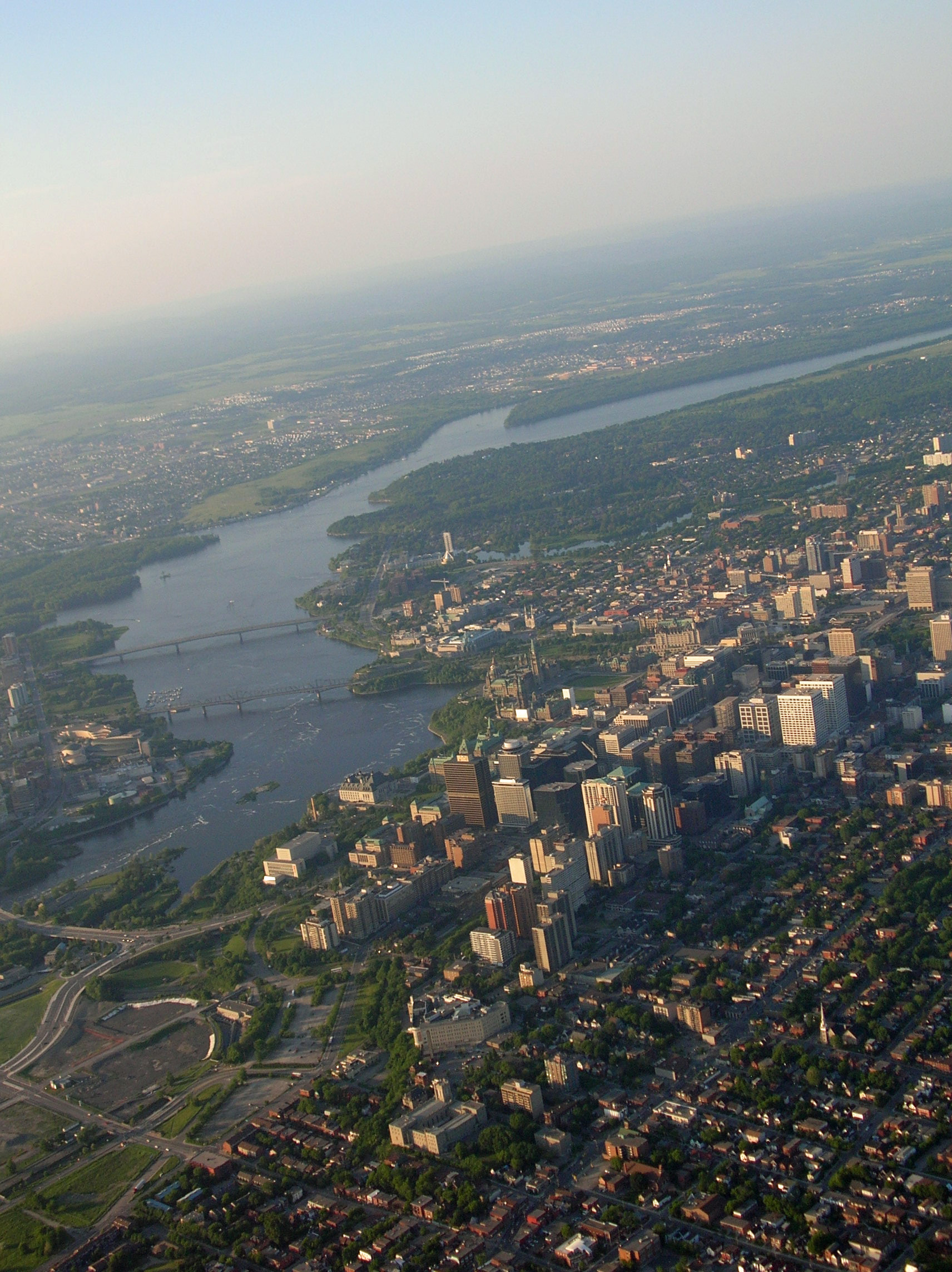
Vue aérienne du centre-ville ottavien.

## Commission de la capitale nationale
La région de la capitale nationale n'est pas une autorité juridique distincte, bien que la Commission de la capitale nationale (CCN ; en anglais : National Capital Commission, NCC) exerce beaucoup d'influence dans la planification politique, culturelle et d'aménagement du territoire dans les deux villes. Il fut de temps à autre proposé d'en faire une région administrative à part, comme le District de Columbia américain ou le Territoire de la capitale australienne, mais ces propos se butent toujours au refus des deux provinces concernées. Il n'y a donc pas de volonté politique de poursuivre cette idée.
Les biens immobiliers en possession fédérale sont confiés à la CCN, qui a également pour mission d'encourager le tourisme et conduire des événements tels que le Bal de neige. En 2006, la CCN complète les travaux sur le boulevard de la Confédération, sujet d'une longue controverse, qui constitue une route cérémonielle reliant les attractions les plus importantes de la région de la capitale sur les deux rives de la rivière des Outaouais.

## Démographie
| Municipalité      | Population (2016) |
| ----------------- | ----------------- |
| Ontario           |                   |
| Clarence-Rockland | 24 512            |
| Ottawa            | 934 243           |
| Canton de Russell | 16 520            |
| Québec            |                   |
| Cantley           | 10 699            |
| Chelsea           | 6 909             |
| Denholm           | 505               |
| Gatineau          | 276 245           |
| La Pêche          | 7 863             |
| L'Ange-Gardien    | 3 695             |
| Pontiac           | 5 850             |
| Val-des-Monts     | 11 582            |

| Municipalité | Population (2016) |
| --- | ----------------- |
| Ontario |                   |
| Alfred et Plantagenet | 9 680             |
| Arnprior | 8 795             |
| Beckwith | 7 644             |
| Carleton Place | 10 644            |
| Casselman | 3 548             |
| Mississippi Mills | 13 163            |
| North Dundas | 11 278            |
| North Grenville | 16 451            |
| North Stormont | 6 873             |
| La Nation | 12 808            |
| Québec |                   |
| Lochaber | 415               |
| Lochaber-Partie-Ouest | 856               |
| Low | 982               |
| Montebello | 983               |
| Notre-Dame-de-la-Salette | 727               |
| Papineauville | 2 101             |
| Plaisance | 1 088             |
| Thurso | 2 818             |
| Note : Bien qu'ils ne fassent pas officiellement partie de la DR, les municipalités suivantes (dont la plupart sont proches de la DR) sont environnantes à la région de la capitale nationale et sont mentionnées, en raison de leurs échanges économiques et sociaux avec elle. |                   |